# Czesław Niemen
Czesław Juliusz Niemen, eredeti neve: Czesław Juliusz Wydrzycki (Stare Wasiliszki, 1939. február 16. – Varsó, 2004. január 17.) lengyel progresszívrock-énekes, zeneszerző, multiinstrumentalista zenész, a lengyel rockzene egyik legkiemelkedőbb, autonóm egyénisége, „a lengyel zene királya”.
Együttesei: Niebiesko-Czarni, Akwarele.

## Életrajza
Czesław Juliusz Wydrzycki néven született 1939. február 16-án az akkor Lengyelországhoz tartozó Nowogródek melletti Stare Wasiliszki nevű községben.
A második világháború befejezése után, 1958-ban, az úgynevezett második visszahonosítási hullámban került át Lengyelországba. A Wydrzycki-család Gdańskban lakott, ahol az ifjú Czesław zenei középiskolába járt. Középiskolás évei alatt a gdański Żak nevű diákklubban lépett fel, ahol saját gitárkísérettel latin-amerikai dalokat énekelt spanyolul és lengyelül. Az első lemezén kettő is megtalálható ezek közül a dalok közül.
Karrierjének kezdetén – mint az amatőr zenészek versenyén elért sikeres szereplés jutalmaként – a Niebiesko-Czarni elnevezésű együttessel lépett fel.
1963-ban az első Opolei Dalfesztiválon a Wiem, że nie wrócisz (Tudom, hogy nem jössz vissza) című dallal szerepelt.
Annak ellenére, hogy itt semmilyen díjat nem kapott, a fesztiválon elhangzott dalnak – valamint az 1964-ben komponált Czy mnie jeszcze pamiętasz? (Emlékszel-e még rám?) dalnak köszönhetően rendkívül népszerű lett. Egyre több koncertet adott Lengyelországban és fellépett Franciaországban is.
Felvette a Niemen művésznevet. Később ez lett a hivatalosan anyakönyvezett vezetékneve is.
A gitáron kívül először Hammond-orgonán, majd Moog-szintetizátoron is játszott, kiépítve egy teljesen elektronikus, avantgárd billentyűs hangzásvilágot.
Bár nyugaton is – különösen az angolszász országokban – népszerű volt, de nem sikerült ott a progresszív rock első vonalába kerülnie.
Neve olvasható Andzej Wajda Menyegző (Wesele) című 1973-ban készült filmjének stáblistáján (2 perc 57 másodpercnél) Chochol szerepében. Imdb szerint viszont csak a hangja hallható a filmben:
- http://www.imdb.com/title/tt0069492/fullcredits#cast

Alkotóereje az 1980-as és 90-es években sem hagyott alább: komponált, koncertezett, de főleg filmzenét és színházi zenét írt. Az 1990-es években ezen kívül képeket festett és számítógépes grafikával is foglalkozott.
Vegetáriánus volt.

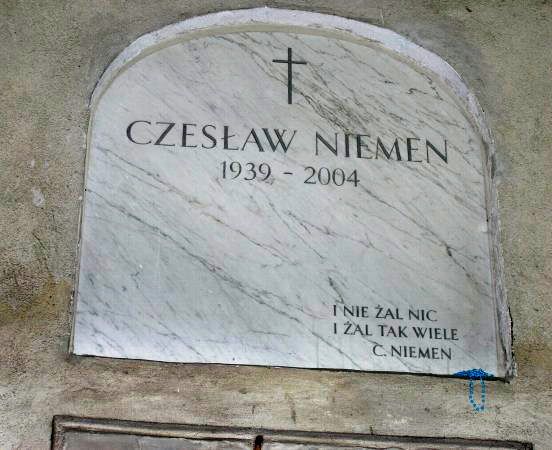
Czesław Niemen sírja a varsói Powązki temetőben

2004. január 17-én halt meg Varsóban, rákban. Utolsó akaratának megfelelően elhamvasztották. Hamvait 2004. január 30-án helyezték örök nyugalomra a varsói Powązki temetőben. Sírjánál csaknem háromezer gyászoló búcsúztatta. A temetés kezdetén, 13:00-kor több lengyel rádióállomás is a "Dziwny jest ten świat" (Furcsa ez a világ) című dalát sugározta, így tisztelegve Czesław Niemen emléke előtt.

## Emléke
2004-től Czesław Niemen nevét viselik közterületek Częstochowa-ban, Bielsko-Biała-ban és Sopot-ban és a Strzelce Opolskie-ben lévő 2. sz. Gimnázium.
Emlékét számos műalkotás is őrzi.

## Lemezei
- 1967 Dziwny jest ten świat… (az első aranylemez Lengyelországban)
- 1968 Sukces
- 1969 Czy mnie jeszcze pamiętasz?
- 1970 Enigmatic
- 1971 Niemen (kétlemezes, az úgynevezett "Piros album" - "Czerwony album")
- 1972 Strange Is This World (az NSZK-ban kiadva)
- 1973 Ode to Venus (LP, az NSZK-ban kiadva)
- 1973 Niemen Vol. 1 és Niemen Vol. 2 (két lemez, úgynevezett "Bábok" - "Marionetki")
- 1973 Russische Lieder (az NSZK-ban kiadva)
- 1974 Mourner's Rhapsody (az NSZK-ban, Nagy-Britanniában és az USA-ban kiadva)
- 1975 Niemen Aerolit
- 1976 Katharsis (teljesen elektronikus zene)
- 1978 Idée Fixe (két lemez és egy kislemez)
- 1979 The Best of Niemen
- 1980 Postscriptum
- 1982 Przeprowadzka (kazetta)
- 1989 Terra Deflorata
- 1991 Terra Deflorata (bővített változat)
- 1991 Gwiazdy mocnego uderzenia: Czesław Niemen
- 1993 Mourner's Rhapsody (javított és kiegészített változat, kiadva az USA-ban)
- 1995 Sen o Warszawie''
- 1997 Moja i twoja nadzieja '97
- 2001 Czas jak rzeka
- 2001 spodchmurykapelusza
- 2002 od początku I. (6 CD)
- 2003 od początku II. (6 CD)
- 2007 41 Potencjometrów Pana Jana
- 2008 Spiżowy krzyk

## Külső hivatkozások
- Lemezei
- Képek és cikkek
- Czesław Niemen dalszövegei